# Oswald Holmberg
Torsten Oswald Magnus Holmberg (Malmö, Escània, 17 de juliol de 1882 – Malmö, 11 de febrer de 1969) va ser un gimnasta suec que va competir a primers del segle xx. Era germà dels també gimnastes Arvid i Carl Holmberg.
Disputà tres edicions dels Jocs Olímpics, amb un balanç de dos ors i un bronze guanyats. El 1906 va disputar els Jocs Intercalats d'Atenes, en què guanyà la medalla de bronze en la competició del joc d'estirar la corda.
El 1908, als Jocs de Londres, va guanyar la medalla d'or en la prova del concurs complet per equips, com a membre de l'equip suec.
Quatre anys més tard, a Estocolm guanyà una nova medalla d'or en el concurs per equips, sistema suec del programa de gimnàstica.